# Байонет Nikon Z
Байонет Nikon Z — стандарт байонетного присоединения объективов к цифровым полнокадровым беззеркальным фотоаппаратам Nikon, впервые использованный в камерах Nikon Z7 и Nikon Z6 представленных 23 августа 2018 года. По сравнению с байонетом F, использующимся в зеркальной аппаратуре Nikon с 1959 года, новый стандарт получил увеличенный до 55 мм (вместо 44 мм) диаметр фланца, и укороченный до 16 мм рабочий отрезок. Увеличенный диаметр позволяет использовать оптику с большой задней линзой, повышающей отвесность падения световых пучков на краях кадра за счёт телецентричности их хода в пространстве изображений. По такому принципу строятся все объективы, специально рассчитанные для цифровой фотографии, чтобы повысить резкость по полю и снизить виньетирование. Короткий рабочий отрезок байонета упрощает оптическую схему широкоугольных объективов и повышает совместимость с оптикой других брендов. Объективы высшего класса относятся к линейке S-Line (Superior) и имеют соответствующую маркировку «S» в названии объектива. Объективы стандарта F могут без каких-либо ограничений использоваться с новым байонетом при помощи адаптера Nikon FTZ. 

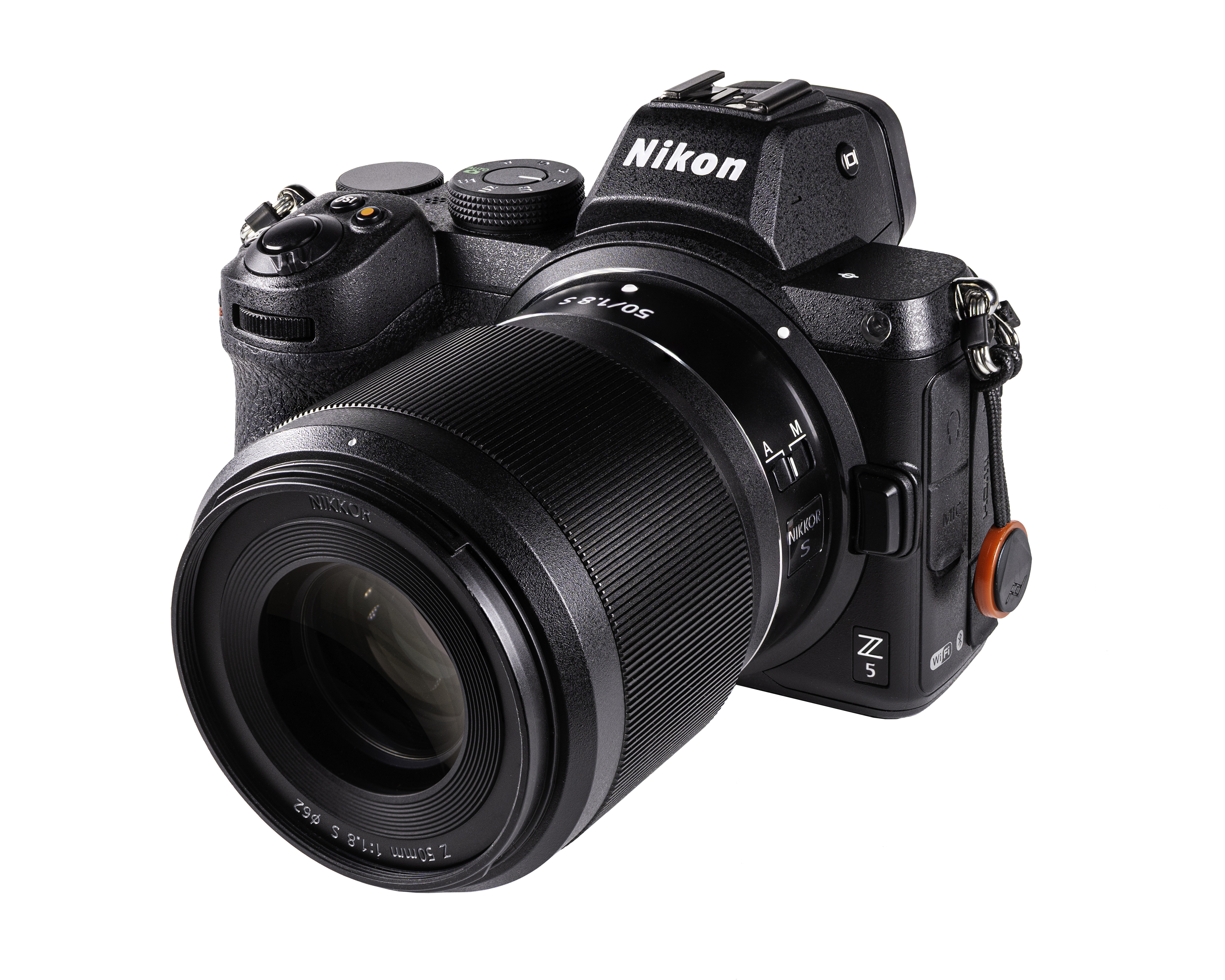
Nikon Z 5 с объективом Nikkor 50 mm f/1.8 S (байонет Nikon Z)

Исключение составляют только объективы типа «рыбий глаз» Nikkor 6 мм f/5,6; 7,5 мм f/5.6; 8 мм f/8; 10 мм f/5,6, не совместимые с новым байонетом. Кроме того, компания объявила, что не станет препятствовать использованию байонета сторонними производителями, но устройство его интерфейса публично раскрываться не будет. Кроме компании Nikon оптику под байонет Nikon Z как с ручной, так и с автоматической фокусировкой выпускают компании: 7artisans, KIPON, Lensbaby, Meyer-Optik, Mitakon, Meike, NiSi, Rokinon, Samyang, Tokina, TTArtisan, Venus Optics (Laowa), Viltrox, Yasuhara.

## Фотоаппараты Nikon Z
На сентябрь 2022 года существуют следующие модели фотокамер:
C полнокадровой матрицей Nikon FX
- Nikon Z6 (представлен 23.08.2018)
- Nikon Z7 (представлен 23.08.2018)
- Nikon Z5 (представлен 21.07.2020)
- Nikon Z6 II (представлен 14.10.2020)
- Nikon Z7 II (представлен 14.10.2020)
- Nikon Z9 (представлен 28.10.2021)
- Nikon Z8 (представлен 10.05.2023)
- Nikon Zf (представлен 20.09.2023)
- Nikon Z6 III (представлен 17.06.2024)
- Nikon Z5 II (представлен 03.04.2025)

С матрицей формата APS-C (Nikon DX)
- Nikon Z50 (представлен 10.10.2019)
- Nikon Zfc (представлен 29.06.2021)
- Nikon Z30 (представлен 29.06.2022)
- Nikon Z50 II (представлен 07.11.2024)

## Оптика системы Nikon Z
Оптика APS-C для Z — mount
- Nikkor Z DX 16-50 mm f/3.5-6.3 VR
- Nikkor Z DX 18-140 mm f/3.5-6.3 VR
- Nikkor Z DX 50-250 mm f/4.5-6.3 VR
- Nikkor Z DX 12-28 mm f/3.5-5.6 PZ VR
- Nikkor Z DX 24 mm f/1.7

Полнокадровая оптика для Z — mount
- Nikkor Z 14-24 mm f/2.8 S (представлен 16.09.2020)
- Nikkor Z 14-30 mm f/4S (представлен 08.01.2019)
- Nikkor Z 20 mm f/1.8 S (представлен 12.02.2020)
- Nikkor Z 24 mm f/1.8 S (представлен 04.09.2019)
- Nikkor Z 24-50 mm f4-6.3 (представлен 21.07.2020)
- Nikkor Z 24-70 mm f/2.8 S (представлен 14.02.2019)
- Nikkor Z 24-70 mm f/4 S (представлен 23.08.2018)
- Nikkor Z 24-120 mm f/4 S (представлен 28.10.2021)
- Nikkor Z 24-200 mm f/4-6.3 VR (представлен 12.02.2020)
- Nikkor Z 26 mm f/2.8 (представлен 07.02.2023)
- Nikkor Z 28-75 mm f/2.8
- Nikkor Z 28 mm f/2.8
- Nikkor Z 28 mm f/2.8 SE (Special Edition)
- Nikkor Z 35 mm f/1.8 S (представлен 23.08.2018)
- Nikkor Z 40 mm f/2
- Nikkor Z 50 mm f/1.8 S (представлен 23.08.2018)
- Nikkor Z 50mm f/1.2 S (представлен 16.09.2020)
- Nikkor Z MC 50 mm f/2.8 (Micro) (представлен 02.06.2021)
- Nikkor Z 58 mm f/0.95 S Noct (ручная фокусировка) (представлен 10.10.2019)
- Nikkor Z 85 mm f/1.8 S (представлен 31.07.2019)
- Nikkor Z 85 mm f/1.2 S (представлен 07.02.2023)
- Nikkor Z 70-200 mm f/2.8 VR S
- Nikkor Z 100-400 mm f/4.5-5.6 VR S (представлен 28.10.2021)
- Nikkor Z MC 105 mm f/2.8 VR S (Micro) (представлен 02.06.2021)
- Nikkor Z 400 mm f/2.8 TC VR S со встроенным телеконвертером х1.4 (представлен 19.01.2022)
- Nikkor Z 800 mm F6.3 VR S
- Nikkor Z 400 mm F/4.5 VR S (представлен 29.06.2022)
- Nikkor Z 17-28 mm F2.8 (представлен 20.09.2022)
- Nikkor Z 600 mm F4 TC VR S со встроенным телеконвертером х1.4 (представлен 02.11.2022)
- Nikkor Z 180-600mm F/5.6-6.3 VR (представлен 21.06.2023)
- Nikkor Z 70-180mm F/2.8 (представлен 21.06.2023)
- Nikkor Z 135mm F1.8 S Plena (представлен 27.09.2023)
- Nikkor Z 600mm F/6.3 VR S (представлен 11.10.2023)
- Nikkor Z 28-400mm F4-8 VR (представлен 26.03.2024)
- Nikkor Z 35mm f/1.4 (представлен 26.06.2024)
- Nikkor Z 50mm F1.4 (представлен 15.09.2024)
- Nikkor Z 35mm F1.2 S (представлен 06.02.2025)

Кинообъективы для Z — mount
- Nikkor 28-135mm F/4 Power Zoom  (представлен 13.02.2025)

Телеконвертеры для Z — mount
- Nikon Z TC-1.4x
- Nikon Z TC-2x

Переходники для оптики F — mount
- FTZ
- FTZ II